# Çorum
Çorum è una città della Provincia di Çorum, in Turchia.

## Sport
Ha ospitato i campionati mondiali universitari di lotta 2016.